# Acro Sport I
Dimensions
L'Acro Sport I est un biplan monoplace de voltige destiné à la construction amateur, dérivé de l’EAA Acro Sport dessiné par Paul Poberezny. Moins performant en voltige que le Pitts S-1, mais plus facile à piloter, disposant de bonnes qualités à l’atterrissage grâce à un train d’atterrissage classique à large voie, il peut recevoir une large gamme de moteurs allant de 85 à 200 ch. La structure du fuselage est en tubes d’acier soudés, celle de l'aile en épicéa, l’ensemble entoilé. L’Acro Sport I est commercialisé, sur plans uniquement, par Acro Sport Inc (89,50 U$ en 2007), un certain nombre d’entreprises pouvant fournir des sous-ensembles ou des pièces détachées : Aircraft Spruce, Wag-Aero Group, Wicks Aircraft Supply…